# Вилькене
Ви́лькене (латыш. Viļķene) — населённый пункт в Лимбажском крае Латвии. Административный центр Вилькенской волости. Расстояние до города Лимбажи составляет около 14 км.
По данным на 2017 год, в населённом пункте проживало 505 человек. Есть волостная администрация, начальная школа, дом культуры, библиотека, спортивный зал, семейный врач, почта, лютеранская церковь святой Екатерины (1867).

## История
Ранее населённый пункт носил название Катариня, Катарин или Св. Екатерина — по церкви святой Екатерины. В 2 км к западу находилась усадьба (мыза) Вилькене (Вилькенхоф).
В советское время населённый пункт был центром Вилькенского сельсовета Лимбажского района. В селе располагалась центральная усадьба совхоза «Вилькене».
В селе родился латышский композитор Карлис Бауманис (1835—1905), сейчас его имя носит местная школа.